# Boronia safrolifera
Boronia safrolifera är en vinruteväxtart som beskrevs av Edwin Cheel. Boronia safrolifera ingår i släktet Boronia och familjen vinruteväxter. Inga underarter finns listade i Catalogue of Life.